# 细叶馒头果
细叶馒头果（学名：Glochidion rubrum）为大戟科馒头果属下的一个种。